# 江泽民与扬州
《江泽民与扬州》，是2013年中央文献出版社出版的画册，收录了与江泽民有关的160幅图片，包括诗礼人家、家国情怀、翰墨情浓三个章节。2013年8月12日在扬州首发。